# Big Thicket

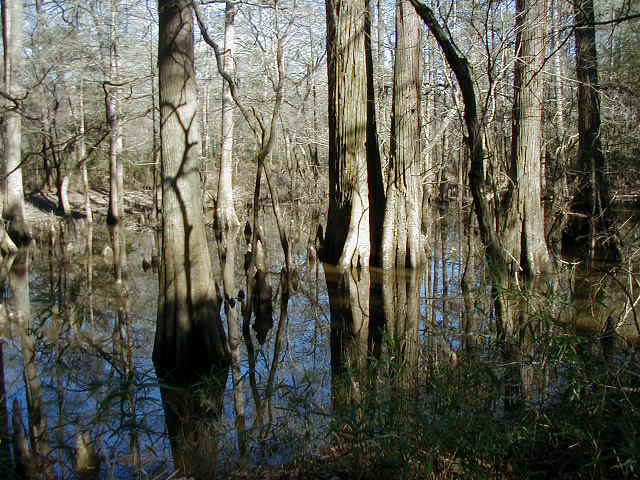

Big Thicket é uma área densamente florestada no sudeste do estado do Texas, nos Estados Unidos. Não existem limites exatos para esta área, ocupando grande parte dos condados de Hardin, Liberty, Tyler, San Jacinto e Polk, e é mais ou menos limitada pelo rio San Jacinto, rio Neches, e o rio Pine Island Bayou. O Big Thicket National Preserve foi criado em 1974 em uma tentativa de proteger as muitas espécies de plantas e animais que ali vivem.